# Forrobodó

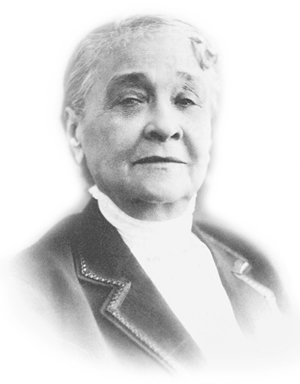
Chiquinha Gonzaga, autora da opereta Forrobodó.

Forrobodó - Burleta de costumes cariocas é uma opereta em três atos com texto de Luís Peixoto e Carlos Bittencourt e música de Chiquinha Gonzaga. Estreou em 11 de junho de 1912 no Teatro São José, no Rio de Janeiro. Forrobodó significa um baile, sarau chinfrim.
Apesar do clima de descrédito que a produção sofria antes de estrear, principalmente pelo texto ser de autoria de dois novatos, Forrobodó foi o espetáculo teatral de maior sucesso na época, chegando a 1500 representações consecutivas após a primeira apresentação.
Com o subtítulo de "burleta de costumes cariocas", Forrobodó é ambientado em um bairro simples. A ação da peça ocorre durante uma soirée dançante em que personagens pobres tentam imitar o comportamento da elite. O resultado é uma caricatura ao descrever as gafes cometidas por eles; a peça revela ao grande público as gafieiras.
Forrobodó criou o teatro de tipos populares e personagens caricaturados, verdadeira novidade em um Rio de Janeiro afrancesado e acostumado até então apenas ao teatro clássico nos moldes importados da Europa. A história de Forrobodó vale por um retrato dos hábitos da população pobre dos subúrbios do Rio de Janeiro do início do século XX. O texto reproduz inclusive o modo de falar com gírias e palavras erradas que era característico dessas regiões (a maioria esmagadora da população de baixa renda da época era analfabeta ou semianalfabeta). Por isso, e pelos típicos personagens da história, o conteúdo da opereta é fortemente cômico e picante, algo que pode surpreender muita gente, por ser uma peça escrita em uma época em que a sociedade ainda era muito conservadora.
Inicialmente a história se move em torno de um roubo das galinhas do dono do clube musical, ao mesmo tempo em que começa a haver um princípio de quebra-quebra na porta do clube, quando alguns penetras tentam entrar no salão de bailes. Entretanto, o enredo é apenas um mero pretexto para o engraçado desfile de tipos pitorescos que vão entrando na história, e de deliciosos números musicais com o sabor típico da época. Entre seus personagens principais, podemos citar o pernóstico Guarda Noturno, a insinuante mulata Zeferina, o irritado português Barradas com sua fala característica, o valentão Lulú e sua "namorada" francesa Madame Petit-Pois, e vários outros personagens que fazem da história uma deliciosa viagem ao Rio suburbano de outros tempos, e resgata tipos humanos que não existem mais. Madame Petit-Pois, por exemplo, é na verdade uma prostituta que sustenta o valentão, exatamente como ocorria na época no Rio e no Brasil - prostitutas judias russas, alemãs e austríacas que vieram para o país nos fins do século XIX para trabalharem como prostitutas, chamadas de "polacas" pelos brasileiros.
Na estréia do espetáculo em 1912, estavam no elenco Pepa Delgado (1887-1945), uma das primeiras cantoras a gravar no Brasil (pela Casa Edison, a primeira empresa de gravações sonoras do país, fundada por Fred Figner) e Alfredo Silva, ator muito popular no teatro de revista carioca da época. Apesar de quase todos os personagens serem negros ou mulatos, como está explicitado no texto original, quase todos os atores do elenco de 1912 eram brancos, muito provavelmente porque na época - 24 anos depois da abolição da escravidão - o acesso de afro-descendentes à carreira no teatro de revista ainda não era frequente.
Forrobodó tem sido encenada regularmente em vários teatros pelo Brasil afora. Em 1995, a pianista Maria Teresa Madeira foi a responsável pela direção musical de uma remontagem do espetáculo no Centro Cultural Banco do Brasil (Rio de Janeiro), com a produção da Sarau Agência de Cultura. O espetáculo seguiu em turnê para São Paulo, Brasília e Belo Horizonte. Em 2012, a mesma empresa pretende remontar Forrobodó em Novembro para comemorar os 100 anos da estreia.